# Vitelmo Bertero
Vitelmo V. Bertero (Esperanza (Santa Fé), 9 de maio de 1923 — 24 de outubro de 2016) foi um engenheiro argentino.
Graduado em engenharia civil em 1947 pela Universidad Nacional del Litoral de Rosário, obteve um mestrado (1955) e um doutorado (1958) pelo Instituto de Tecnologia de Massachusetts.
Em 1999 foi eleito membro da  Academia Nacional de Engenharia dos Estados Unidos.